# Sætteskipper
En sætteskipper (hollandsk zetschipper, nedertysk settschipper, højtysk setzschiffer) er en skipper eller kaptajn, der kan føre et skib ejet af en anden person på op til 3.000 bruttotons, idet større skibe skal føres af en skibsfører. For at opnå førerrettigheder gælder dog for begge grupper, at de foruden bestået eksamen fra en navigationsskole også skal dokumentere sejltid som styrmand efter nærmere definerede regler fra Søfartsstyrelsen, regler som er udmøntet af STCW-konventionen fra IMO.

## Historie

### 1700- og 1800-tallet
I ældre tid (1700- og 1800-tallet) var det forholdsvis almindeligt, at en købmand eller et partsrederi anvendte en sætteskipper til at føre sit skib og da ikke sjældent en søfarende fra et af datidens små skipperbyer. I henhold til en bestemmelse af 6. januar 1803 var det i Danmark Admiralitetet, som udstedte sådanne beviser, når ansøgeren havde vist sine evner ved en sætteskipperprøve. Denne ordning indebar, at en skipper kunne få sit bevis uden at have taget borgerskab i en købstad, hvilket naturligvis ikke var populært blandt købstæderne, ligesom den gjorde det svært for toldere at leve op til et krav om, at skippere skulle have borgerskabsbevis.
Sætteskippere kunne benyttes af fx. partsrederier, af købmænd med mere end et skib eller som blot ikke sejlede selv og af forhenværende skippere, som lod en måske bedre egnet mand sejle skibet for sig. Nogle sætteskippere boede som logerende hos deres arbejdsgiver.

### Forholdene omkring 1. verdenskrig
Tidligere kunne retten til at virke som sætteskipper opfattes som en begrænset skibsførerret. Mens retten til at føre dansk skib af hvilken som helst størrelse uden for kystfart og til at føre dansk skib af over 100 tons i denne fart var betinget af, at vedkommende havde erhvervet bevis som skibsfører, var det tilstrækkeligt at erhverve bevis som sætteskipper for at kunne føre dansk skib under 100 tons i indskrænket fart. Hvis fartøjet var under 20 tons, var der endda kun krav om sætteskipperbevis, når fartøjet blev benyttet uden for udvidet kystfart.
For at erhverve bevis som sætteskipper skulle man ifølge dansk Sønæringslov af 28. februar 1916 (jævnfør Bekendtgørelse af 1. april 1919) opfylde følgende krav:
- vedkommende skulle have bestået en særlig sætteskipperprøve, hvis indretning var nærmere fastsat ved Lov om Navigationsundervisningen (jævnfør Bekendtgørelse af 1. april 1922),
- han skulle efter sit fyldte 15. år havde faret til søs i mindst 3 eller efter sit 17. år i mindst 2 år og derved forrettet en i loven nærmere angivet sømandstjeneste,
- han skulle enten have dansk indfødsret eller have været bosat her i landet i mindst 5 år,
- han skulle være fyldt 23 år,
- han måtte ikke være straffet efter nærmere fastlagte bestemmelser, og
- han skulle have bestået en nærmere anordnet synsprøve.[8]

Bevis som sætteskipper gjaldt tillige som bevis som fiskeskipper af 1. klasse.